# Funiculaire Kurama-dera
Le funiculaire Kurama-dera (鞍馬寺ケーブル, Kurama-dera Kēburu), officiellement chemin de fer  funiculaire du mont Kurama (鞍馬山鋼索鉄道, Kurama-yama Kōsaku Tetsudō), est un ascenseur incliné situé sur les pentes du mont Kurama, à Kyoto au Japon. Il est exploité par le temple Kurama-dera auquel il permet l'accès.

## Histoire
Le funiculaire Kurama-dera ouvre en 1957 comme un funiculaire classique avec deux cabines. Il est transformé en ascenseur incliné à une seule cabine en 1996.

## Caractéristiques

### Ligne
Le funiculaire se compose d'une seule cabine sur pneumatiques circulant sur une voie unique. D'une longueur de 202 m, il est considéré comme le plus court chemin de fer au Japon. 
- Longueur : 0,2 km
- Dénivelé : 89 m
- Pente : 49,9 %
- Écartement rails : 800 mm
- Nombre de gares : 2

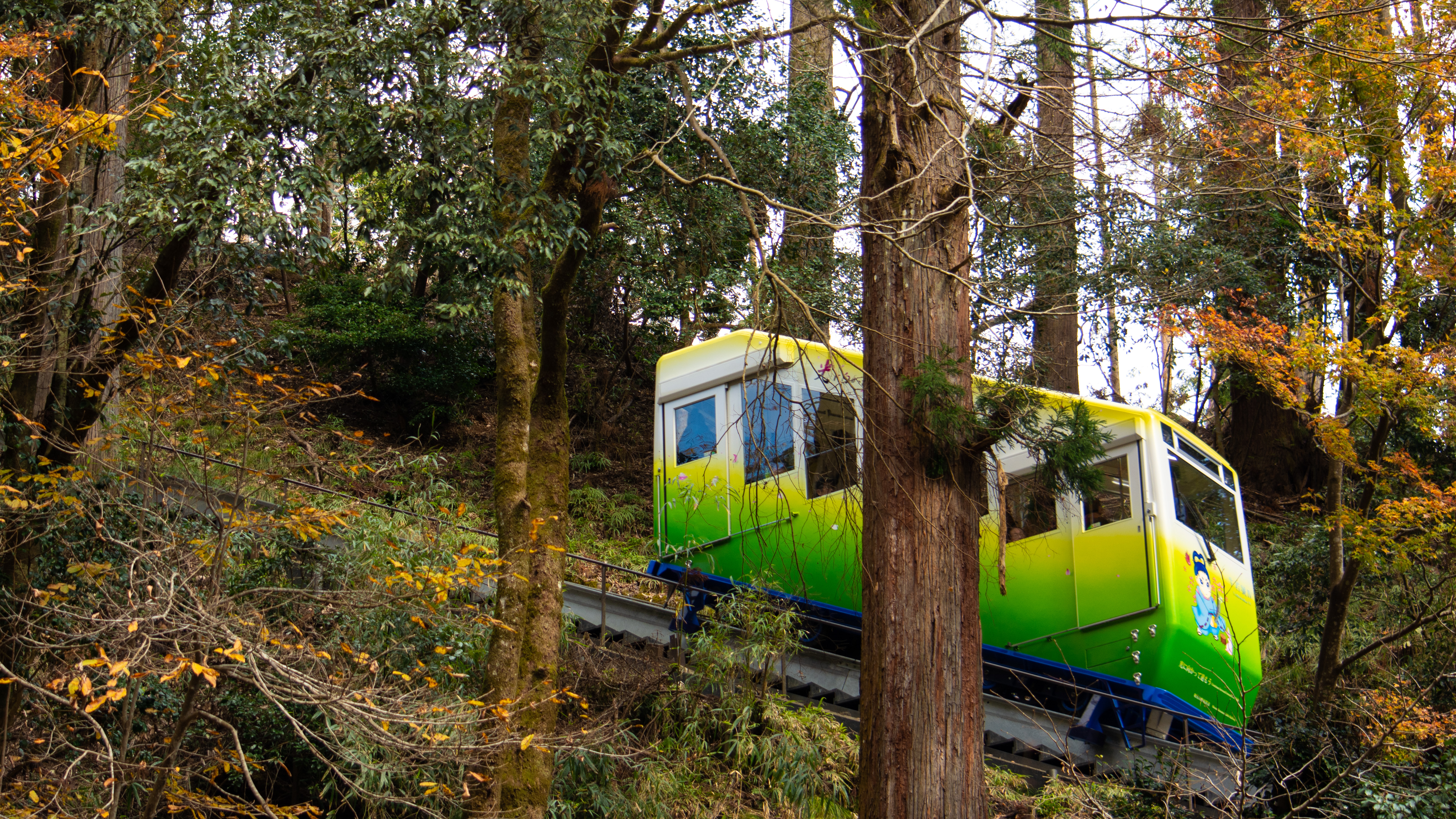
Vue extérieure
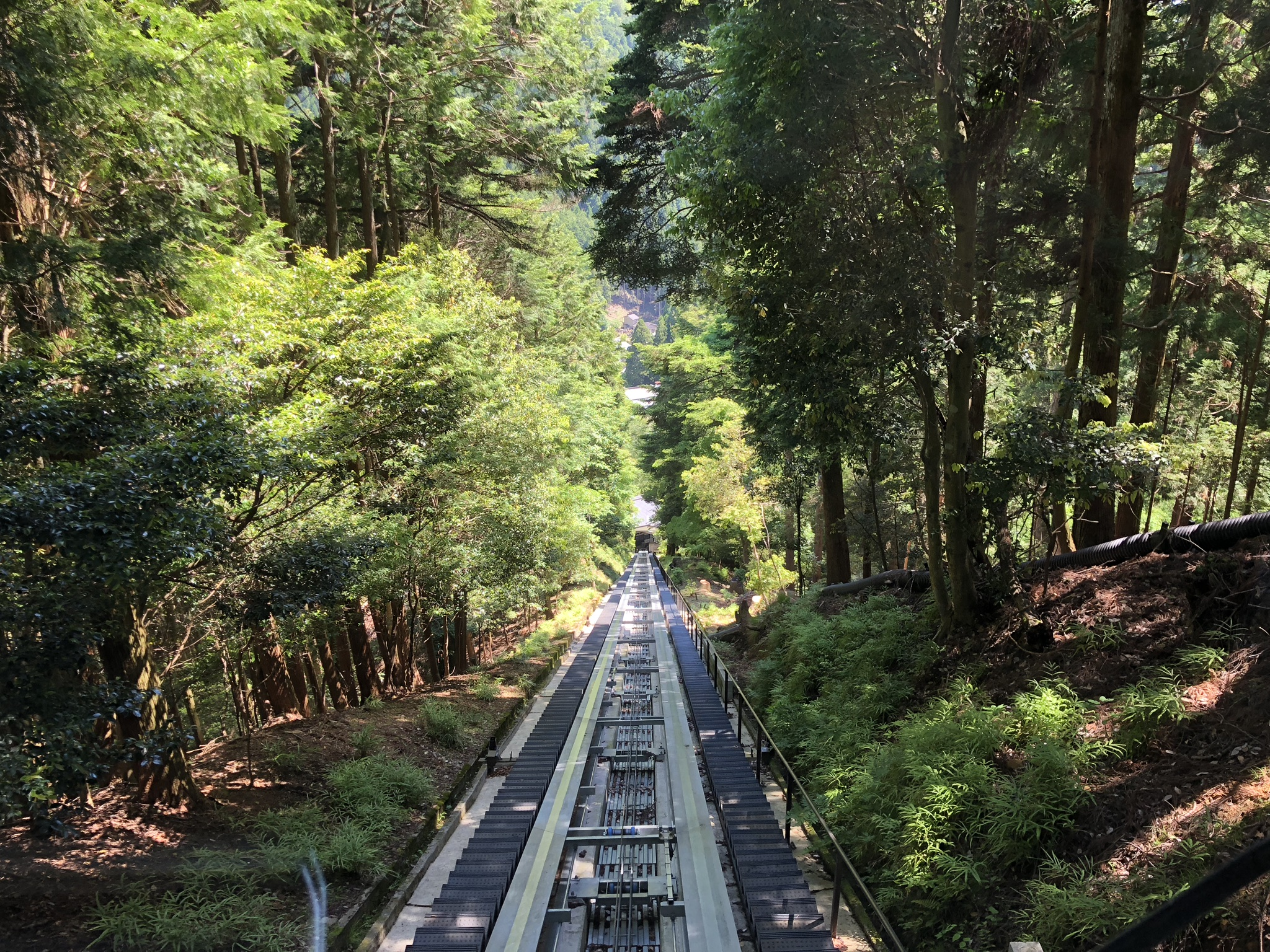
Vue de la voie
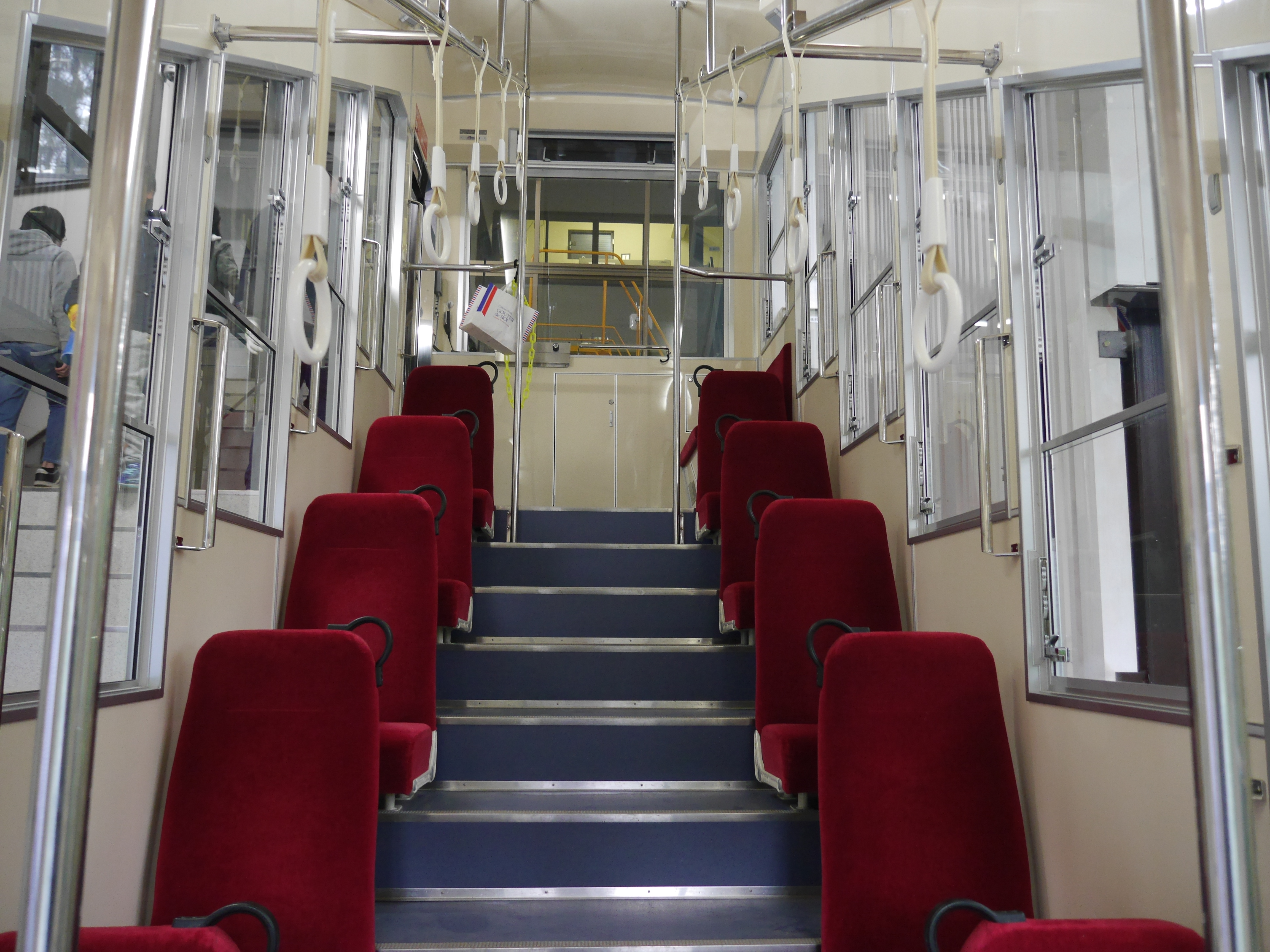
Intérieur de la cabine

### Liste des gares
| Gare   | Nom japonais | Distance (km) | Correspondances           | Localisation |
| ------ | ------------ | ------------- | ------------------------- | ------------ |
| Sanmon | 山門         | 0             | Eiden : Kurama (à Kurama) | Kyoto        |
| Tahōtō | 多宝塔       | 0,2           |                           | Kyoto        |